# یواس‌اس کرونین (دی‌ئی-۷۰۴)
یواس‌اس کرونین (دی‌ئی-۷۰۴) (به انگلیسی: USS Cronin (DE-704)) یک کشتی بود که طول آن ۳۰۶ فوت (۹۳ متر) بود. این کشتی در سال ۱۹۴۴ ساخته شد.